# 1942 en science
| Années de la science : 1939 - 1940 - 1941 - 1942 - 1943 - 1944 - 1945    |
| Décennies de la science : 1910 - 1920 - 1930 - 1940 - 1950 - 1960 - 1970 |

Cet article présente les faits marquants de l'année 1942 en science.

## Événements
- Le mathématicien autrichien Emil Artin publie la Théorie de Galois et donne à cette théorie sa forme moderne[1].
- Les psychologues américaines Isabel Myers et sa mère Katharine Briggs mettent au point un test de personnalité, l'inventaire typologique de Myers-Briggs (ou MBTI pour Myers-Briggs Type Indicator)[2].

### Sciences physiques
- 19 janvier : Franklin Delano Roosevelt lance le projet Manhattan, de construction de la bombe atomique[3].

- 12 juin : toute la partie bombe A du programme US de l'OSRD est mise sous contrôle militaire[3].

- 29 juillet : le physicien suédois Bengt Edlén envoie pour publication à la revue Astronomy & Astrophysics un article sur la constitution de la couronne solaire[4], qui contient du fer, du calcium, du nickel fortement ionisé, à une température d’un million de degrés Celsius.

- 15 octobre : le général Leslie Groves nomme le physicien Julius Robert Oppenheimer, professeur à l’université de Berkeley, directeur scientifique du projet Manhattan visant à mettre au point la bombe atomique[5]. Parmi ses collaborateurs figurent Enrico Fermi et Niels Bohr.
- 10 novembre : une liste de vingt-six scientifiques et techniciens étrangers est soumise aux agents d'immigration canadiens pour constituer le laboratoire de Montréal comme annexe du projet Manhattan[6].

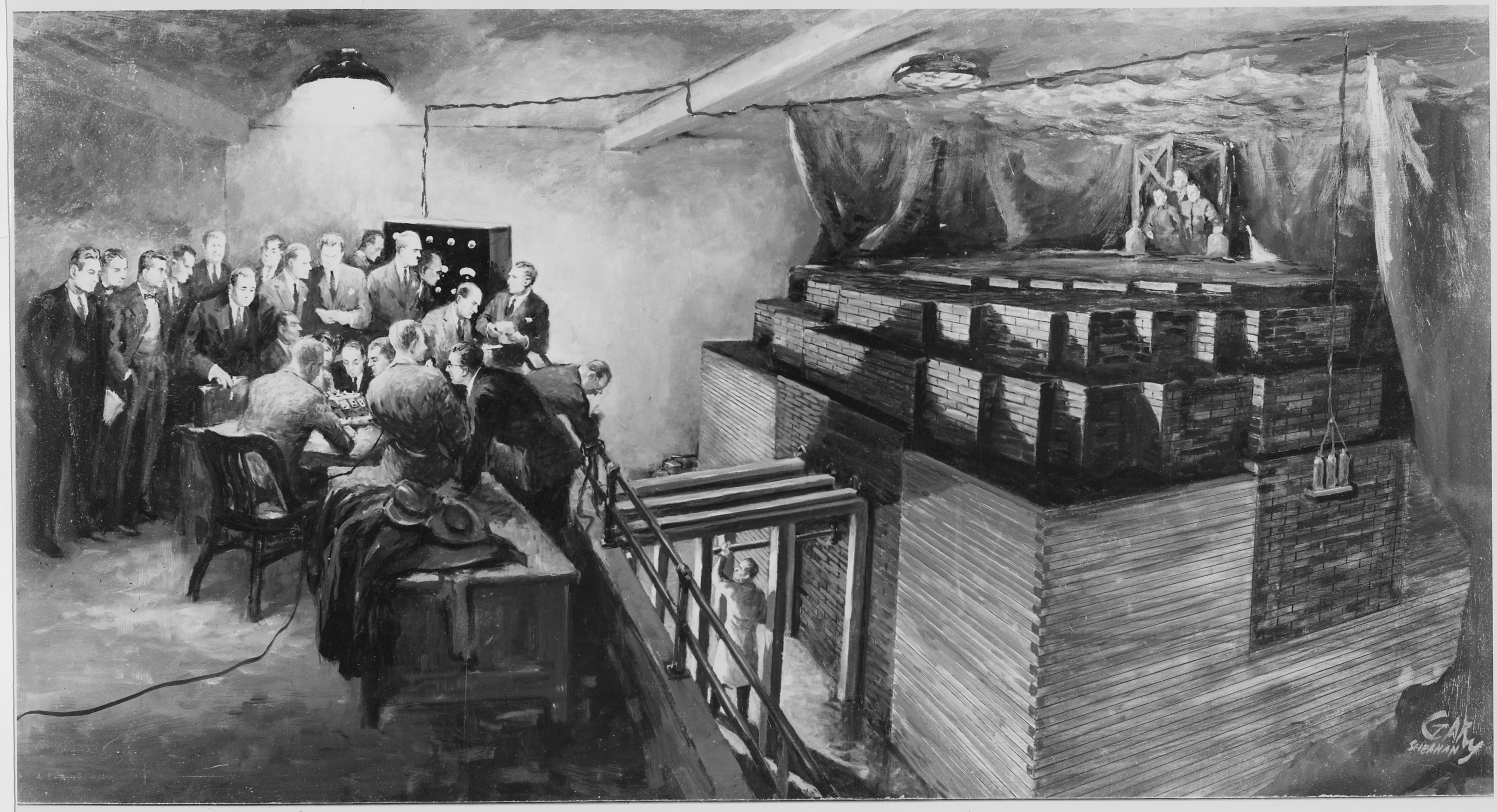
Peinture de Gary Sheehan représentant les scientifiques de l'AEC devant la Chicago Pile-1 le 2 décembre 1942.

- 2 décembre : à 15h30 (université de Chicago) Enrico Fermi réussit pour la première fois à produire une réaction atomique en chaîne contrôlée, dans une pile à uranium et graphite, pendant 28 minutes à Chicago[5].

### Technologie
- 13 janvier : Henry Ford obtient le brevet de la première automobile construite avec certaines pièces de carrosserie en plastique. Le poids de la voiture est de 30 % inférieur à celui des autres véhicules de même catégorie.
- 11 août  : l'actrice Hedy Lamarr et le compositeur George Antheil déposent le brevet du procédé d'étalement de spectre par saut de fréquence[7].

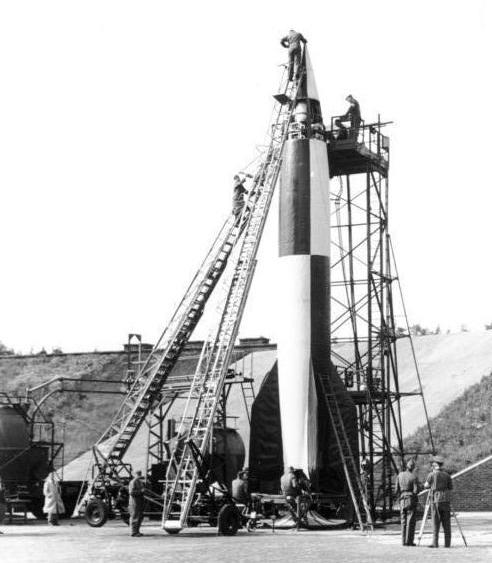
Préparatifs de décollage d'un V2 ou Aggregat 4 en mars 1942.

- 3 octobre : premier vol réussi du V2, missile balistique développé par l'équipe de physiciens en balistique réunie par Wernher von Braun pour l'Allemagne nazie à Peenemünde[8].

- Des scientifiques américain découvrent le cyanoacrylate en cherchant des matières plastiques transparentes adaptées à la fabrication de lunettes de visées ; ils abandonnent le produit, jugé trop collant. En 1951, Harry Coover (en) et Fred Joyner des laboratoires Kodak redécouvrent le produit et le commercialisent sous la marque Super Glue[9].
- Le premier système de vidéosurveillance est installé par l'ingénieur Walter Bruch sur le site de lancement des fusées V2 à Peenemünde en Allemagne par Siemens AG[10].

## Publications
- Isaac Asimov : Runaround (Cercle vicieux), nouvelle exposant pour la première fois les trois lois de la robotique.
- Max Westenhöfer (en) : Der Eigenweg des Menschen. Il développe la théorie du primate aquatique.
- Massimo Pallottino : Etruscologia.
- Joseph Schumpeter : Capitalisme, socialisme et démocratie.

## Prix
- Prix Nobel
  - Physique : Non décerné
  - Chimie : Non décerné

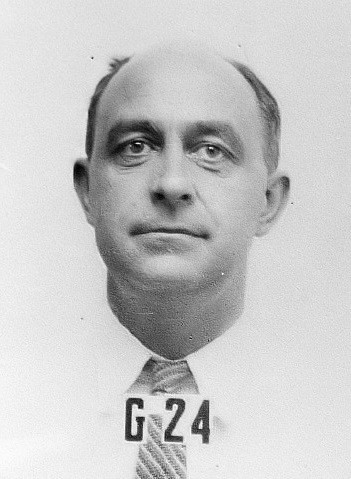
Enrico Fermi

  - Physiologie ou médecine : Non décerné

- Médailles de la Royal Society
  - Médaille Buchanan : Wilson Jameson
  - Médaille Copley : Robert Robinson
  - Médaille Darwin : David Meredith Seares Watson
  - Médaille Davy : Cyril Norman Hinshelwood
  - Médaille Hughes : Enrico Fermi
  - Médaille royale : William Whiteman Carlton Topley, Walter Norman Haworth
  - Médaille Rumford : Gordon Miller Bourne Dobson

- Médailles de la Geological Society of London
  - Médaille Lyell : William Sawney Bisat (en)
  - Médaille Murchison : Henry Hurd Swinnerton
  - Médaille Wollaston : Reginald Aldworth Daly

- Prix Jules-Janssen (astronomie) : non décerné
- Médaille Bruce (Astronomie) : Jan Hendrik Oort
- Médaille Linnéenne : non attribuée

## Naissances
- 1er janvier :

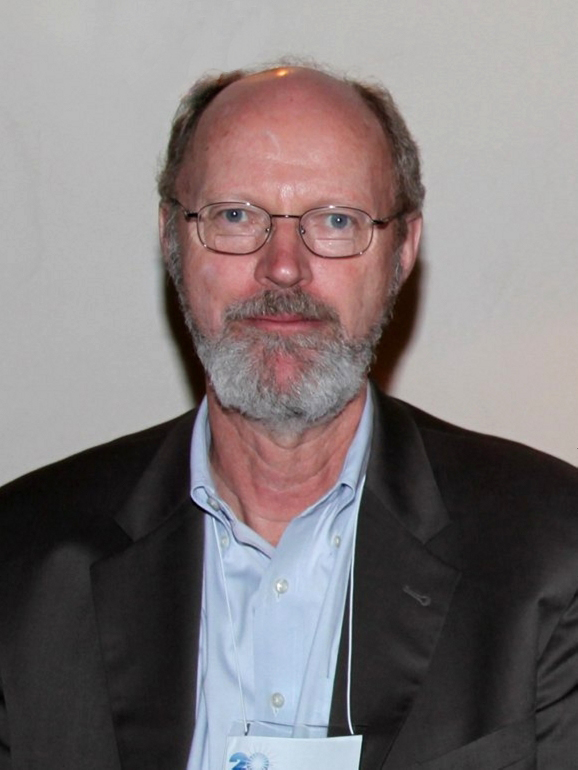
Robert Grubbs

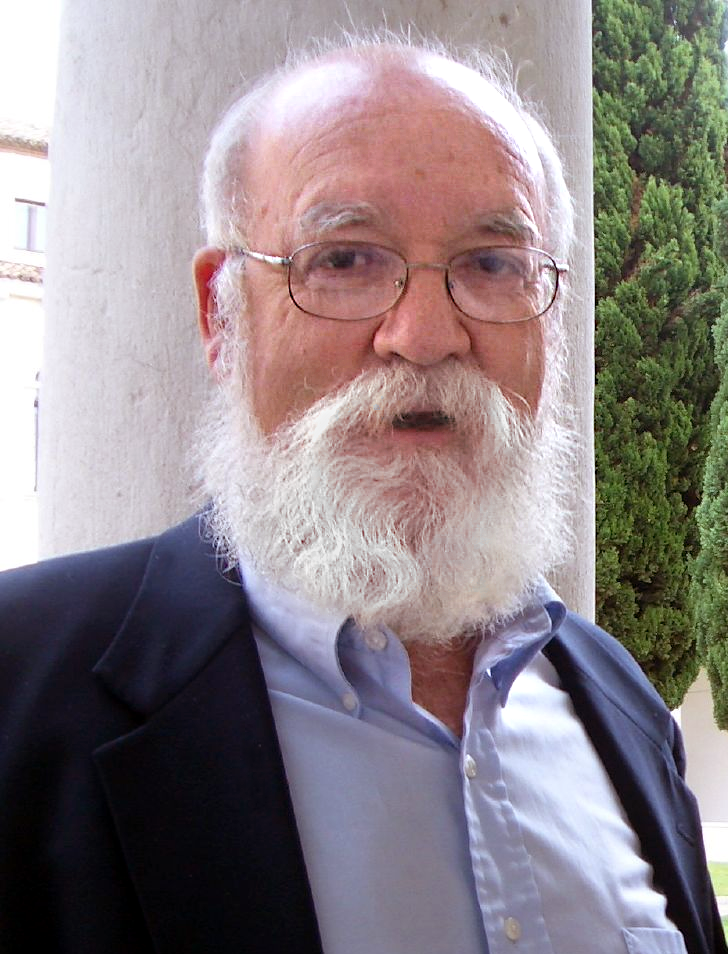
Daniel Dennett

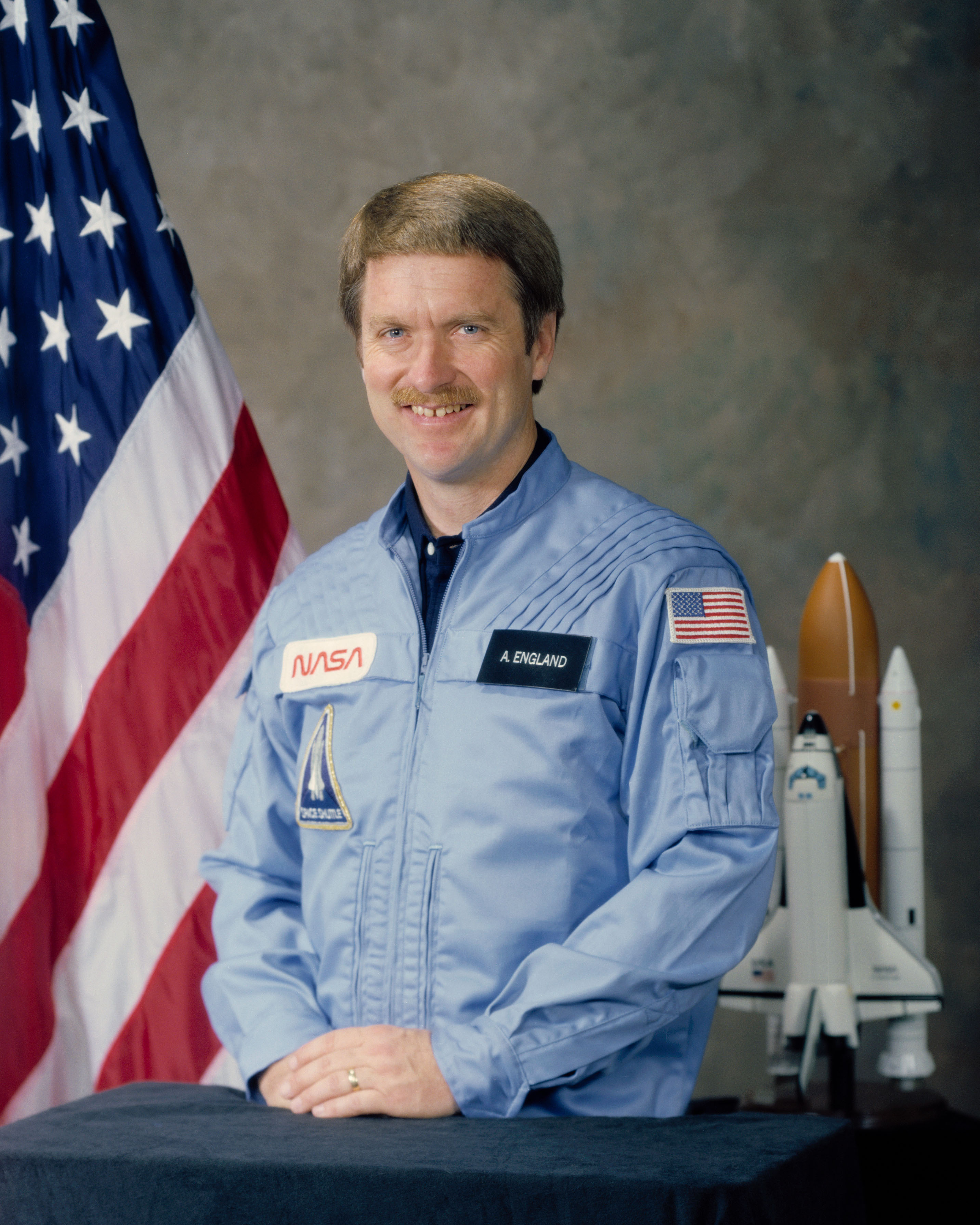
Anthony W. England

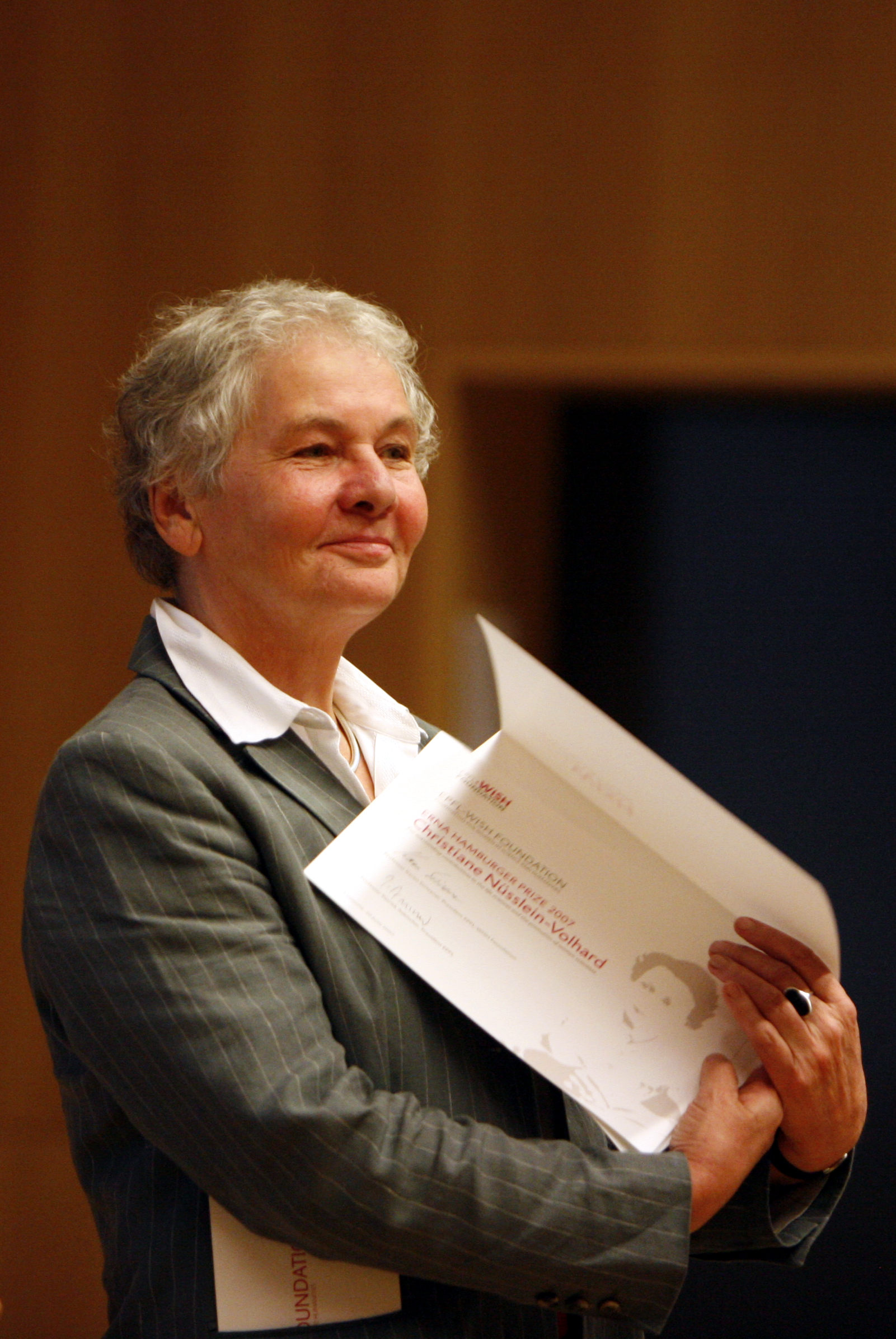
Christiane Nüsslein-Volhard

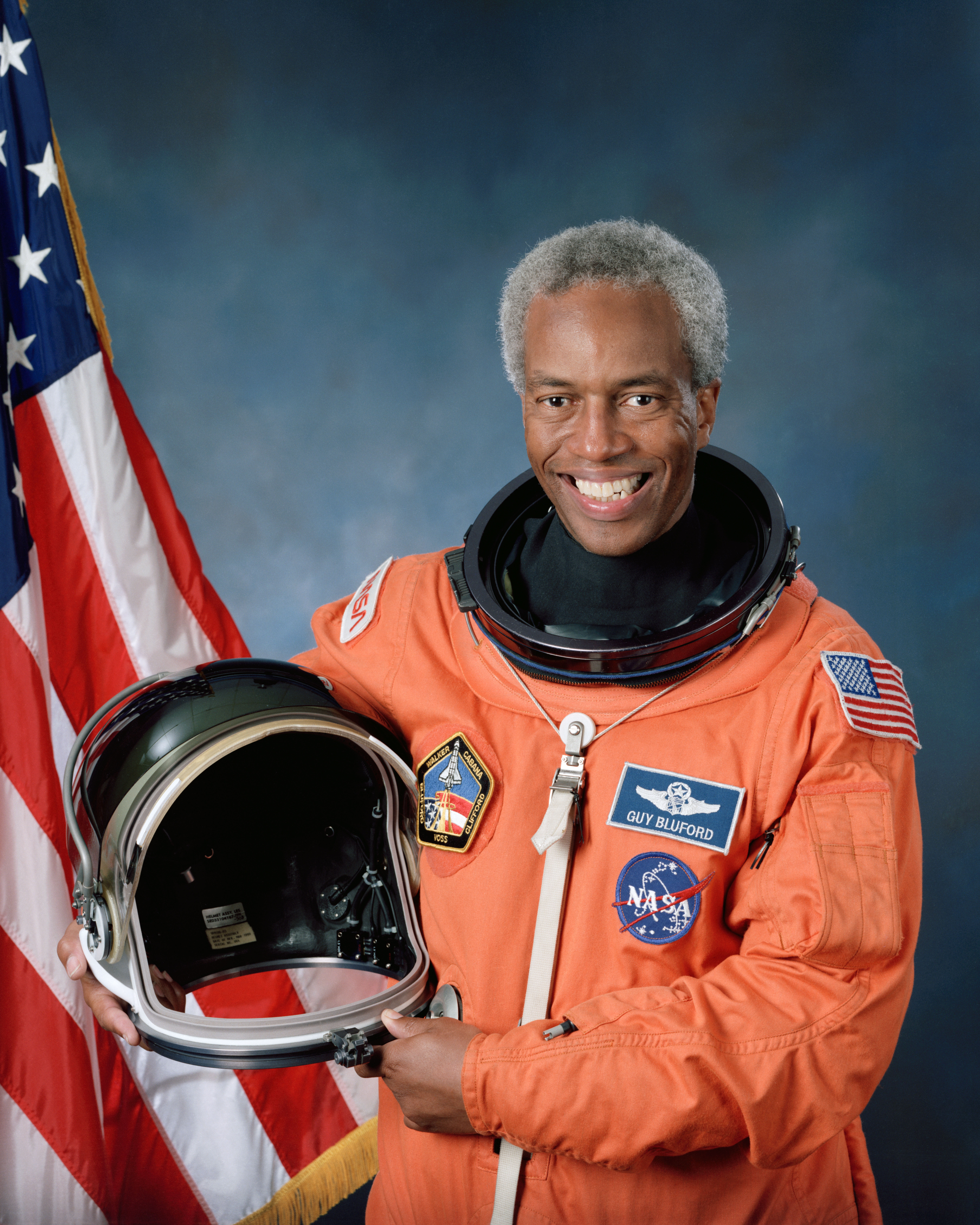
Guion Bluford

  - Guennadi Sarafanov (mort en 2005), cosmonaute soviétique.
  - Stephen Schwartz (mort en 2020), pathologiste américain.
- 8 janvier :
  - Jean-Loup Bertaux, astronome français.
  - Stephen Hawking, (mort en 2018), physicien théoricien et cosmologiste anglais.
  - Viatcheslav Zoudov, cosmonaute soviétique.
- 10 janvier : André Maeder, astronome suisse.
- 12 janvier : Michel Mayor, astrophysicien suisse.
- 16 janvier : Klaus Leeb, informaticien et mathématicien autrichien.
- 22 janvier : Philippe Jacquin (mort en 2002), anthropologue français.
- 29 janvier : Arnaldo Tamayo Méndez, cosmonaute cubain.
- 30 janvier : Brian Kernighan, informaticien canadien.
- 6 février : Claude Boccara, physicien français.
- 11 février : Mike Markkula, chef d'entreprise américain, PDG d'Apple de 1981 à 1983.
- 21 février : Dan Peter McKenzie, géophysicien britannique.
- 27 février : Robert Grubbs, chimiste américain, prix Nobel de chimie en 2005.

- 3 mars : Vladimir Kovalionok, cosmonaute soviétique.
- 14 mars : Edward Tufte, statisticien américain.
- 27 mars : John E. Sulston, biologiste britannique, prix Nobel de physiologie ou médecine en 2002.
- 28 mars : Daniel Dennett, philosophe américain.

- 11 avril : Anatoli Berezovoï, cosmonaute soviétique.
- 14 avril : Valentin Lebedev, cosmonaute soviétique.
- 17 avril : Katia Krafft (morte en 1991), volcanologue française.
- 27 avril : Valeri Poliakov (mort en 2022), cosmonaute soviétique.

- 3 mai : Christiane Ziegler, égyptologue française.
- 6 mai : Mark Steiner (mort en 2020), philosophe israélien spécialiste en philosophie des mathématiques et philosophie de la physique.
- 8 mai :
  - Per Martin-Löf, logicien, philosophe et mathématicien suédois.
  - Jean-Pierre Digard, ethnologue français.
- 13 mai : Vladimir Djanibekov, cosmonaute soviétique.
- 15 mai :
  - Anthony W. England, astronaute américain.
  - Arthur Winfree (mort en 2002), biologiste théoricien américain.
- 19 mai : Gary Kildall (mort en 1994), informaticien américain.
- 21 mai : Robert McEliece (mort en 2019), mathématicien, informaticien et cryptologue américain.
- 22 mai : Antonio Michele Stanca (mort en 2020), généticien italien.
- 24 mai : James Fraser Stoddart (mort en 2024), chimiste écossais.
- 28 mai : Stanley Prusiner, médecin neurologue américain, prix Nobel de physiologie ou médecine en 1997.

- 3 juin :
  - Ronald Numbers (mort en 2023), historien des sciences américain.
  - Konrad Osterwalder, mathématicien suisse, spécialiste de physique théorique.
  - Robert Roeder, biologiste moléculaire américain.
- 6 juin : Pierre Ducimetière, épidémiologiste et statisticien français.
- 10 juin : Piotr Klimouk, cosmonaute soviétique.
- 11 juin : Mitiku Belachew (mort en 2021), chirurgien belge d'origine éthiopienne.
- 12 juin : Bert Sakmann, médecin allemand, prix Nobel de physiologie ou médecine en 1991.
- 20 juin : Dan Sperber, anthropologue, linguiste et chercheur en sciences cognitives français.
- 23 juin : Martin Rees, scientifique britannique professeur d'astronomie.
- 29 juin : Jon Barwise (mort en 2000), mathématicien, philosophe et logicien américain.

- 1er juillet : Julia Higgins, chimiste et physicienne britannique.
- 2 juillet : Lutz D. Schmadel, astronome allemand.
- 8 juillet : Pierre Lantos (mort en 2007), astrophysicien français.
- 12 juillet : Keith Henson, ingénieur et écrivain américain.
- 13 juillet : Andrew G. Lyne, physicien britannique.
- 22 juillet : Toyohiro Akiyama, spationaute japonais.
- 28 juillet :
  - Esteban Chornet, ingénieur-chimiste et entrepreneur québécois.
  - Meave Leakey, paléoanthropologue britannique.
- 30 juillet : Marion Aubrée, anthropologue, enseignante, chercheuse et autrice française.

- 4 août : Jean-Marie Luton, ingénieur et scientifique français.
- 12 août : John Stillwell, mathématicien et historien des mathématiques australien.
- 15 août : Michel Monbaron, géologue suisse.
- 25 août : Pierre Bonte, ethnologue français.
- 26 août : John E. Blaha, astronaute américain.
- 27 août : Jean Dhombres, mathématicien et historien des mathématiques français.
- 29 août : Jean Copans, anthropologue et sociologue français.

- 13 septembre : Olivier Kahn (mort en 1999), chercheur en chimie français.
- 29 septembre : Bill Nelson, homme politique et astronaute américain.

- 30 septembre : Virginia Warfield, mathématicienne et pédagogue américaine.
- 1er octobre : Eugenia Kalnay (morte en 2024), météorologue argentine.
- 12 octobre : Walter P. Coombs, paléontologue américain.
- 20 octobre : Christiane Nüsslein-Volhard, généticienne allemande, prix Nobel de physiologie ou médecine en 1995.
- 21 octobre : Thomas Cavalier-Smith, biologiste britannique.

- 4 novembre : Étienne Flaubert Batangu Mpesa (mort en 2021), pharmacien et chercheur scientifique congolais.
- 10 novembre : Rūsiņš Mārtiņš Freivalds (mort en 2016), informaticien et mathématicien soviétique letton.
- 12 novembre : Guion Bluford, astronaute américain.
- 19 novembre : Amihai Mazar, archéologue israélien.
- 23 novembre : David Bramwell (mort en 2022), botaniste britannique.
- 25 novembre : Michel Valloggia, égyptologue suisse.
- 27 novembre : Stephen Fienberg (mort en 2016), statisticien américain.
- 30 novembre : André Brahic, astronome, physicien et astrophysicien français.
- 14 décembre :
  - Bùi Tường Phong (mort en 1975), informaticien vietnamien.
  - Francis Olivier Zimmermann, anthropologue français.
- 18 décembre : Jean-Claude Golvin, architecte, archéologue français.
- 21 décembre : Mahmoud Maher Taha, égyptologue égyptien.
- 22 décembre : Michael Spindler, chef d'entreprise américain, PDG d'Apple de 1993 à 1996.

- Jean-Loup Amselle, anthropologue et ethnologue français.
- Jean-Yves Monnat (mort en 2023), biologiste et naturaliste français.
- Robert  Williams, mathématicien, designer et architecte américain.

## Décès
- 9 janvier :

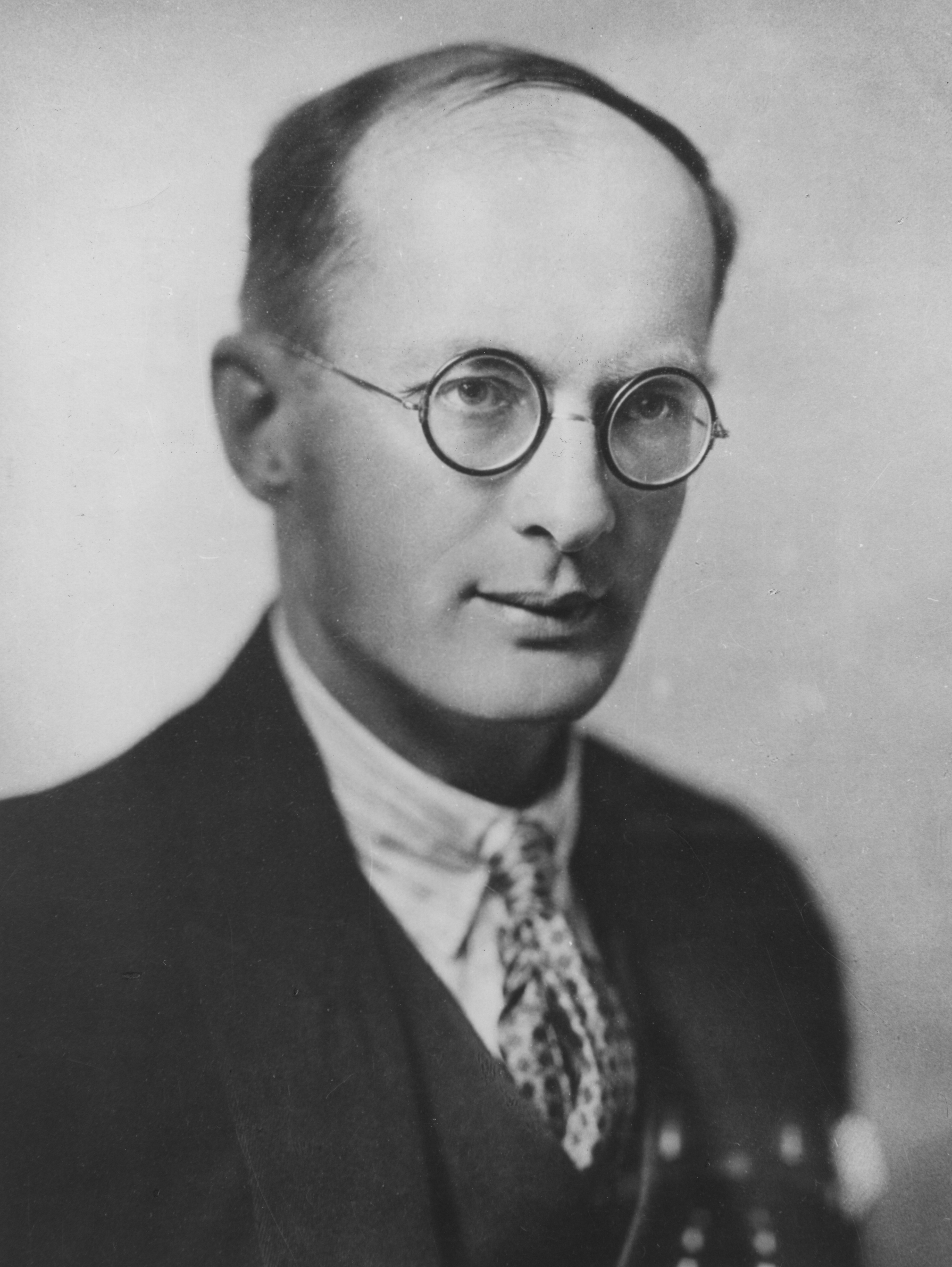
Bronisław Malinowski

  - Heber Doust Curtis (né en 1872), astronome américain.
- 17 janvier : Vladimir Varićak (né en 1865), mathématicien et physicien théorique croate.
- 25 janvier : Hippolyte Boussac (né en 1846), architecte et égyptologue français.

- 8 février : Arthur Michael (né en 1853), chimiste organicien américain.
- 23 février : Anatole Lewitsky (né en 1903), résistant et anthropologue français.
- 10 mars : Sir William Henry Bragg (né en 1862), physicien et un chimiste britannique, prix Nobel de physique en 1915.
- 19 mars : Clinton Hart Merriam (né en 1855), zoologiste américain.

- 17 avril : Jean Perrin (né en 1870), physicien français, à New York, prix Nobel de physique en 1926.
- 24 avril : Louis Bernacchi (né en 1876), physicien et astronome belge.

- 15 mai : Felix De Roy (né en 1883), astronome belge.
- 16 mai : Bronislaw Malinowski (né en 1884), anthropologue et ethnologue britannique d’origine polonaise.
- 19 mai : Joseph Larmor (né en 1857), physicien, mathématicien et homme politique irlandais.

- 1er juin : Ernst Hans Ludwig Krause (né en 1859), botaniste allemand.
- 6 juin : George Andrew Reisner (né en 1867), égyptologue américain.
- 22 juin : Charles Davies Sherborn (né en 1861), géologue et naturaliste britannique.

- 4 juillet : Marcellin Boule (né en 1861), paléontologue, paléoanthropologue et géologue français.
- 16 juillet :
  - Alfred William Flux (né en 1867), économiste et statisticien britannique.
- 28 juillet : William Matthew Flinders Petrie (né en 1853), égyptologue anglais.

- 3 août : Richard Willstätter (né en 1872), chimiste allemand.

- 3 septembre : Max Bodenstein (né en 1871), physicien allemand.

- 8 octobre : Sergueï Tchaplyguine (né en 1869), aérodynamicien soviétique.
- 20 octobre : Jean Thureau-Dangin (né en 1876), ingénieur agronome et homme politique français.

- 21 décembre : Franz Boas (né en 1858), anthropologue américain d'origine allemande.
- 26 décembre : Frank Dawson Adams (né en 1859), géologue canadien.

- Janina Hosiasson-Lindenbaum (née en 1899), logicienne polonaise, exécutée avec son mari à Vilnius.
- Moses Schönfinkel (né en 1889), logicien et mathématicien soviétique.